# Beleg van Berat
Het Beleg van Berat vond plaats in juli 1455 toen de Liga van Lezhë het kasteel van de stad Berat, dat in handen was van Ottomaanse troepen, probeerde te heroveren. De poging mislukte toen een extra Ottomaanse eenheid arriveerde, waarna de Albanezen zich terugtrokken.
Toen Skanderbeg zijn opstand tegen de Ottomanen begon, was Berat onder heerschappij van de Albanese prins Teodor III Muzaka. Muzaka lag in 1449 op sterven en vroeg Skanderbeg zijn kasteel over te nemen. Ondertussen rukte het Ottomaanse leger vanuit zuid-Albanië op en beklom 's nachts het slecht bewaakte kasteel van Berat en doodde hierbij vijfhonderd Albanese soldaten, inclusief Teodor III Muzaka. De Ottomanen eisten het kasteel van Berat op. 
Skanderbeg, aan wie het kasteel werd toevertouwd door Teodor III Muzaka, belegerde het door de Ottomanen bezette kasteel en begon een hevig vuurgevecht met de Ottomaanse troepen. De sultan stuurde hierna een extra leger van 20.000 Ottomaanse soldaten. De versterkingen verrasten het Albanese leger. De Albanese troepen namen sterk af tijdens het gevecht, waarbij commandant Muzaka Thopia sneuvelde, waarna het beleg niet kon worden voortgezet en de Albanezen zich terugtrokken.
Slagen van Arianit (voor Skanderbeg) · Slag van Torvioll · Eerste Slag van Mokra · Slag van Otonetë · Albanees-Venetiaanse Oorlog · Eerste Slag van Oranik · Beleg van Svetigrad · Eerste Beleg van Krujë · Slag van Modrica · Eerste Slag van Meçad · Eerste Slag van Pollog · Beleg van Berat · Tweede Slag van Oranik · Slag van Ujëbardha · Italiaanse expeditie · Eerste Slag van Mokra · Macedonië-veldtocht (Tweede Slag van Mokra, Tweede Slag van Pollog, Slag van Livad) · Slag van Ohrid · Eerste Slag van Vajkal · Derde Slag van Oranik · Ballaban's veldtocht (Tweede Slag van Vajkal, Slag van Kashari) · Slag van Kumaniv · Tweede Beleg van Krujë · Derde Beleg van Krujë · Vierde Beleg van Krujë (na de dood van Skanderbeg)